# Walhalla Regensburg
Die SG Walhalla Regensburg ist ein Sportverein der bayerischen Stadt Regensburg mit 1.100 Mitgliedern in 17 Abteilungen.

## Geschichte der Vorgängervereine
Namensgeberin beider Vereine war die Walhalla. 1903 wurde der ältere der beiden Vorgängervereine als Turnverein unter dem Namen Turngemeinde Walhalla Steinweg in Stadtamhof gegründet. Die Spielvereinigung Walhalla 1910 Regensburg gründete sich 1910. Deren Fußballer waren in der Saison 1944/45 erstklassig und scheiterten 1935 nur knapp am Aufstieg.
1996 fusionierte die TG Walhalla mit der SpVgg Walhalla zur Sportgemeinschaft Walhalla Regensburg.

## Abteilungen
Heute bietet die SG Walhalla folgende Abteilungen an: Aerobic, American Football (Regensburg Royals), Basketball, Faustball, Fußball, Gymnastik, Ju-Jutsu, Kegeln, Kinderturnen, Nordic Walking, Reha-Sport, Seniorensport, Ski, Stockschießen, Tennis, Tischtennis und Yoga.